# Misythus symmetricus
Misythus symmetricus är en insektsart som beskrevs av Morgan Hebard 1923. Misythus symmetricus ingår i släktet Misythus och familjen torngräshoppor. Inga underarter finns listade i Catalogue of Life.